# 勒洛雷
勒洛雷（法語：Le Lorey，法語發音：[lə lɔʁɛ]）是法国芒什省的一个市镇，属于库唐斯区。

## 地理
勒洛雷（49°5'38"N, 1°18'23"W）面积14.57 平方千米，位于法国诺曼底大区芒什省，该省份为法国西北部沿海省份，西、北、东北三面环大西洋，东起顺时针与卡爾瓦多斯省、奧恩省、马耶讷省和伊勒-维莱讷省接壤。
与勒洛雷接壤的市镇（或旧市镇、城区）包括：欧特维尔拉吉沙尔、卡姆图尔、康普龙、马里尼勒洛宗、蒙屈、萨维尼。

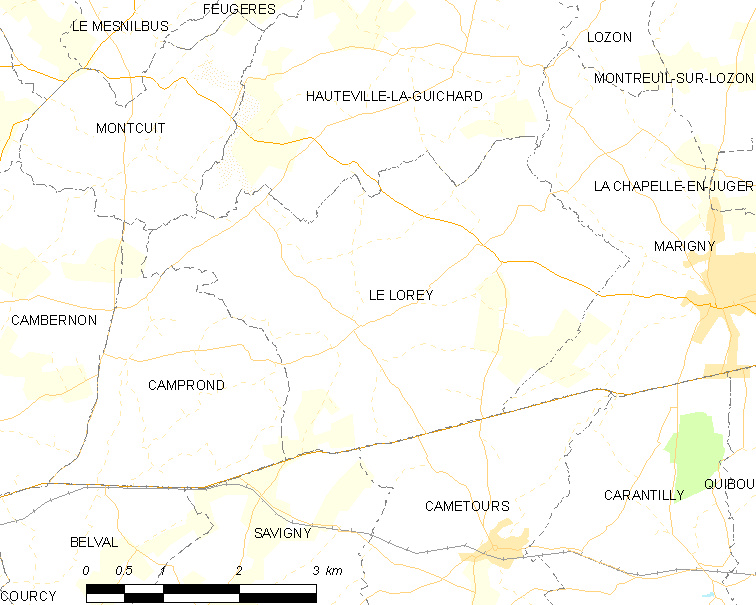
勒洛雷的OSM定位图

勒洛雷的时区为UTC+01:00、UTC+02:00（夏令时）。

## 行政
勒洛雷的邮政编码为50570，INSEE市镇编码为50279。

## 政治
勒洛雷所属的省级选区为圣洛第一县。

## 人口

1962-2008年间勒洛雷人口变化图示

勒洛雷于2022年1月1日时的人口数量为570人。